# Giuseppe Fusi
Giuseppe Fusi (Sesto San Giovanni, 28 dicembre 1947) è un ex calciatore italiano, di ruolo difensore.

## Carriera
Gioca in Serie A con il Varese una partita. Due anni dopo passa la Padova in Serie B e poi ancora al Foggia in Serie B dove conquista la promozione in Serie A. Dal 1970 al 1973 gioca per l'Alessandria.